# Laval-Pradel
Pour les articles homonymes, voir Laval et Pradel.
Laval-Pradel est une commune française située dans le nord du département du Gard, en région Occitanie.
Exposée à un climat méditerranéen, elle est drainée par le Gardon d'Alès, l'Avène, le ruisseau Blanc et par deux autres cours d'eau. La commune possède un patrimoine naturel remarquable composé de deux zones naturelles d'intérêt écologique, faunistique et floristique.
Laval-Pradel est une commune rurale qui compte 1 088 habitants en 2022.  Elle fait partie de l'aire d'attraction d'Alès. Ses habitants sont appelés les Pradeliens ou  Pradeliennes.

## Géographie
À 15 km au nord d’Alès et après avoir dépassé Saint-Martin-de-Valgalgues, sur les premiers contreforts des Cévennes, Laval-Pradel s’étire le long de la RD 906 (ex-RN 106). Cette commune comporte trois villages et plusieurs hameaux :

### Communes limitrophes
Les communes limitrophes sont  La Grand-Combe, Le Martinet, Les Salles-du-Gardon, Portes, Saint-Florent-sur-Auzonnet, Saint-Julien-les-Rosiers et Saint-Martin-de-Valgalgues.

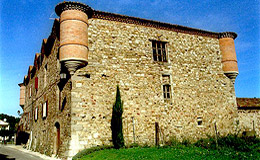
Château du Pradel, un ancien relais.

- Le Pradel, siège de la mairie, du club de football, des fêtes annuelles et disposant du plus grand terrain de pétanque : la place centrale. Le château de Trouillas dont il ne reste que quelques pans de murs fut le théâtre de combats entre les rudes camisards protestants et les troupes de Louis XIV lors des guerres de religion. Le Pradel est le village le plus au nord de la commune. Une belle prairie de 17 ha donne son caractère et son attrait à ce joli village dominé par le mont Rouvergue (alt. 695 m). Des vaches paisibles paissent au pied du « château » (un ancien relais de poste du XIIe siècle).Château du Pradel, un ancien relais. L'ancienne route qui y menait, reliant les villages entre eux depuis des siècles a été fermée au début des années 90 pour cause d'exploitation houillère. Une nationale de contournement présentant un fort dénivelé a été construite sur la partie Est de la commune.
- Le Mas-Dieu, autre village de la commune, constituait un jalon sur la voie Regordane conduisant les voyageurs et les pèlerins du Nord à travers le Massif Central et les Cévennes vers Saint-Gilles (Gard) et la Camargue, quelques belles façades et l’église romane Saint-Pierre rappellent ce passé. Le Mas-Dieu était un lieu de halte et de soins médicaux pour les voyageurs depuis les Croisades, sur la route menant à la Méditerranée. Depuis une quinzaine d'années, tous les commerces ont disparu de ce village qui comptait autrefois deux bistrots, un vaste magasin général, une école de trois classes et une boucherie. La mine employant la majorité des hommes du village, le village vivait au rythme du travail dont les horaires étaient sonnés par la cloche du village (8 h, midi, 19 h), voire Angélus.Le Mas-Dieu, habitat traditionnel et vue de l'église romane Saint-Pierre.

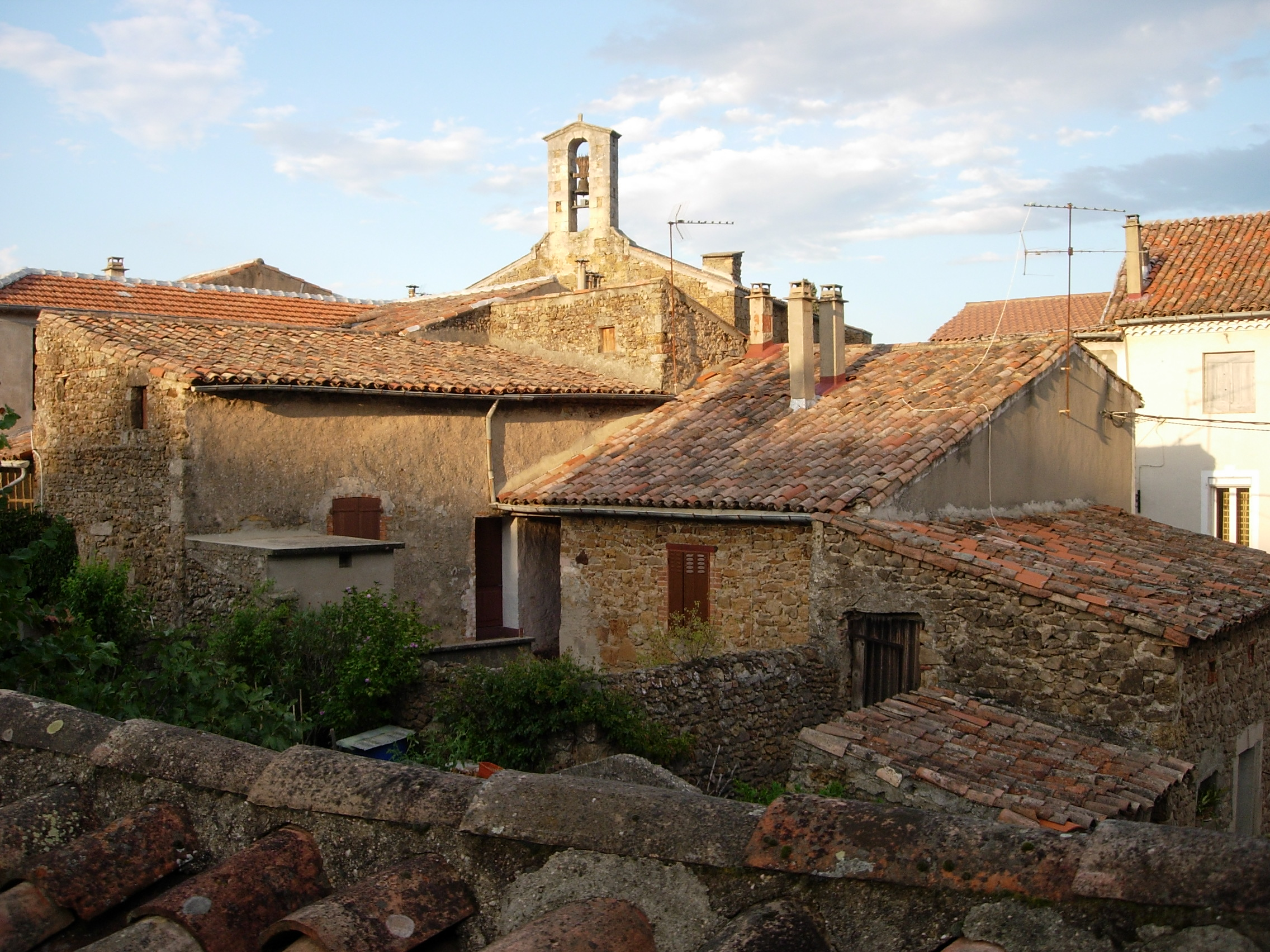
Le Mas-Dieu, habitat traditionnel et vue de l'église romane Saint-Pierre.

Le village est bâti le long de la grand rue et l'entrée peut s'y faire par quatre routes. Les habitants du village utilisent la route du « marronnier », en venant d'Alès. La deuxième route, balisée depuis la Nationale conduit par une route surplombant un ravin vers les faubourgs nord du village. Vu des airs le Mas-Dieu semble perché sur la colline. Un autre chemin au sud, permet de découvrir une zone résidentielle récente et en expansion, le nouveau poumon démographique du village. Enfin, la route de La Grand-Combe qui traverse Laval, Malbosc et Cassagnettes avant de rejoindre la zone dite du faubourg. Il est à noter que cette zone autrefois fort passante à beaucoup souffert de la fermeture de l'ancienne route reliant le Mas-Dieu au Pradel. Le tronçon de route fermée d'environ deux kilomètres est aujourd'hui le terrain de jeu des enfants et des adolescents à bicyclette ou à cyclomoteur.

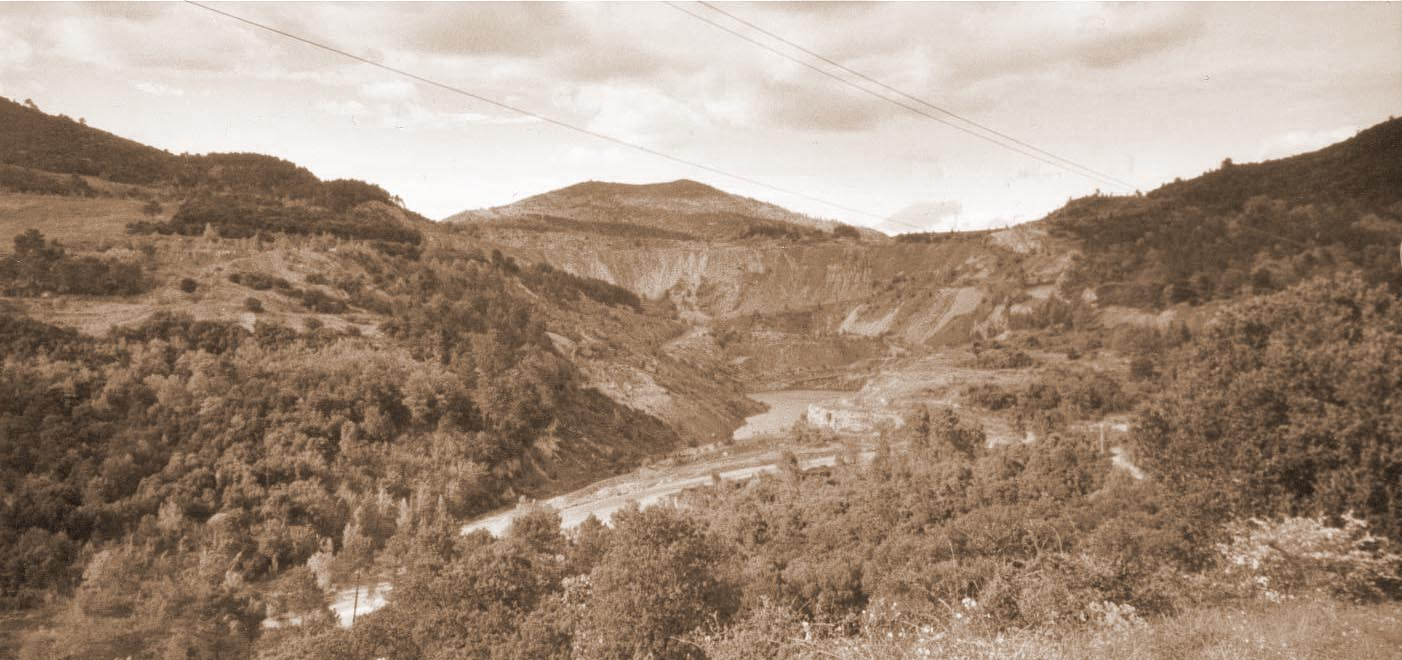
La Découverte, mine à ciel ouvert.

- Laval : à quelques kilomètres en contrebas se dresse l’église romane de Laval (XIIe siècle) sanctuaire où les pèlerins venaient se recueillir. Un ossuaire occupe la crypte souterraine. Notre-Dame de Laval reprend vie lors des pèlerinages (au chemin de croix) du 15 août et du 8 septembre où se pressaient autrefois les mineurs d’Alès et de la Grand Combe. Laval est un village bâti solidement sur une zone escarpée. Petit à petit, le village semble grignoté par la mine à découvert dit la « découverte ». On pouvait observer sur le chemin menant au Mas-Dieu, une ancienne usine de transformation de la houille aujourd'hui disparue qui était fort impressionnante de par la hauteur de ses cheminées et de ses tapis roulants.
- Les principaux hameaux, du nord au sud : Le Pontil, L'Aubarède, Mercoirol, Malbosc, Cassagnettes, le Mathieu (porte du XIIIe siècle), Arbousse (ensemble de mas cévenols reliés au Mas-Dieu par une route tortueuse).

### Climat
Pour des articles plus généraux, voir Climat de l'Occitanie et Climat du Gard.
En 2010, le climat de la commune est de type climat méditerranéen franc, selon une étude s'appuyant sur une série de données couvrant la période 1971-2000. En 2020, Météo-France publie une typologie des climats de la France métropolitaine dans laquelle la commune est exposée à un climat de montagne ou de marges de montagne et est dans la région climatique Provence, Languedoc-Roussillon, caractérisée par une pluviométrie faible en été, un très bon ensoleillement (2 600 h/an), un été chaud (21,5 °C), un air très sec en été, sec en toutes saisons, des vents forts (fréquence de 40 à 50 % de vents > 5 m/s) et peu de brouillards.
Pour la période 1971-2000, la température annuelle moyenne est de 13 °C, avec une amplitude thermique annuelle de 17 °C. Le cumul annuel moyen de précipitations est de 1 275 mm, avec 7,8 jours de précipitations en janvier et 4 jours en juillet. Pour la période 1991-2020, la température moyenne annuelle observée sur la station météorologique la plus proche, située sur la commune de La Grand-Combe à 3 km à vol d'oiseau, est de 13,7 °C et le cumul annuel moyen de précipitations est de 1 414,0 mm,. Pour l'avenir, les paramètres climatiques de la commune estimés pour 2050 selon différents scénarios d’émission de gaz à effet de serre sont consultables sur un site dédié publié par Météo-France en novembre 2022.

### Milieux naturels et biodiversité

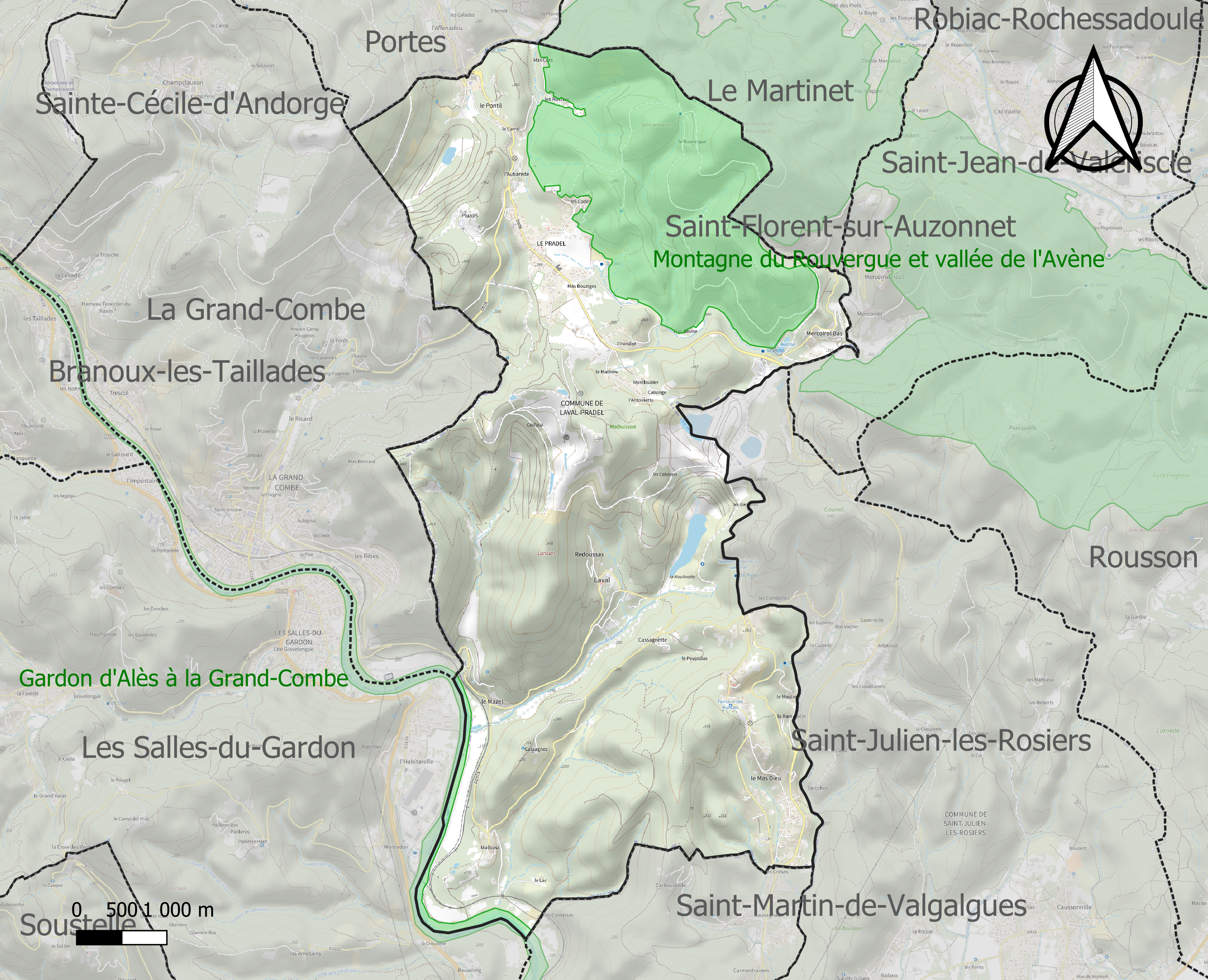
Carte des ZNIEFF de type 1 localisées sur la commune.

L’inventaire des zones naturelles d'intérêt écologique, faunistique et floristique (ZNIEFF) a pour objectif de réaliser une couverture des zones les plus intéressantes sur le plan écologique, essentiellement dans la perspective d’améliorer la connaissance du patrimoine naturel national et de fournir aux différents décideurs un outil d’aide à la prise en compte de l’environnement dans l’aménagement du territoire.
Deux ZNIEFF de type 1 sont recensées sur la commune :
le « Gardon d'Alès à la Grand-Combe » (179 ha), couvrant 8 communes dont 7 dans le Gard et 1 dans la Lozère, et 
la « montagne du Rouvergue et vallée de l'Avène » (1 329 ha), couvrant 4 communes du département.

## Urbanisme

### Typologie
Au 1er janvier 2024, Laval-Pradel est catégorisée commune rurale à habitat dispersé, selon la nouvelle grille communale de densité à sept niveaux définie par l'Insee en 2022.
Elle est située hors unité urbaine. Par ailleurs la commune fait partie de l'aire d'attraction d'Alès, dont elle est une commune de la couronne,. Cette aire, qui regroupe 64 communes, est catégorisée dans les aires de 50 000 à moins de 200 000 habitants,.

### Occupation des sols
L'occupation des sols de la commune, telle qu'elle ressort de la base de données européenne d’occupation biophysique des sols Corine Land Cover (CLC), est marquée par l'importance des forêts et milieux semi-naturels (78,1 % en 2018), en augmentation par rapport à 1990 (73,6 %). La répartition détaillée en 2018 est la suivante : 
forêts (66,6 %), milieux à végétation arbustive et/ou herbacée (11,5 %), zones agricoles hétérogènes (9,7 %), zones urbanisées (6,3 %), mines, décharges et chantiers (5,9 %). L'évolution de l’occupation des sols de la commune et de ses infrastructures peut être observée sur les différentes représentations cartographiques du territoire : la carte de Cassini (XVIIIe siècle), la carte d'état-major (1820-1866) et les cartes ou photos aériennes de l'IGN pour la période actuelle (1950 à aujourd'hui).

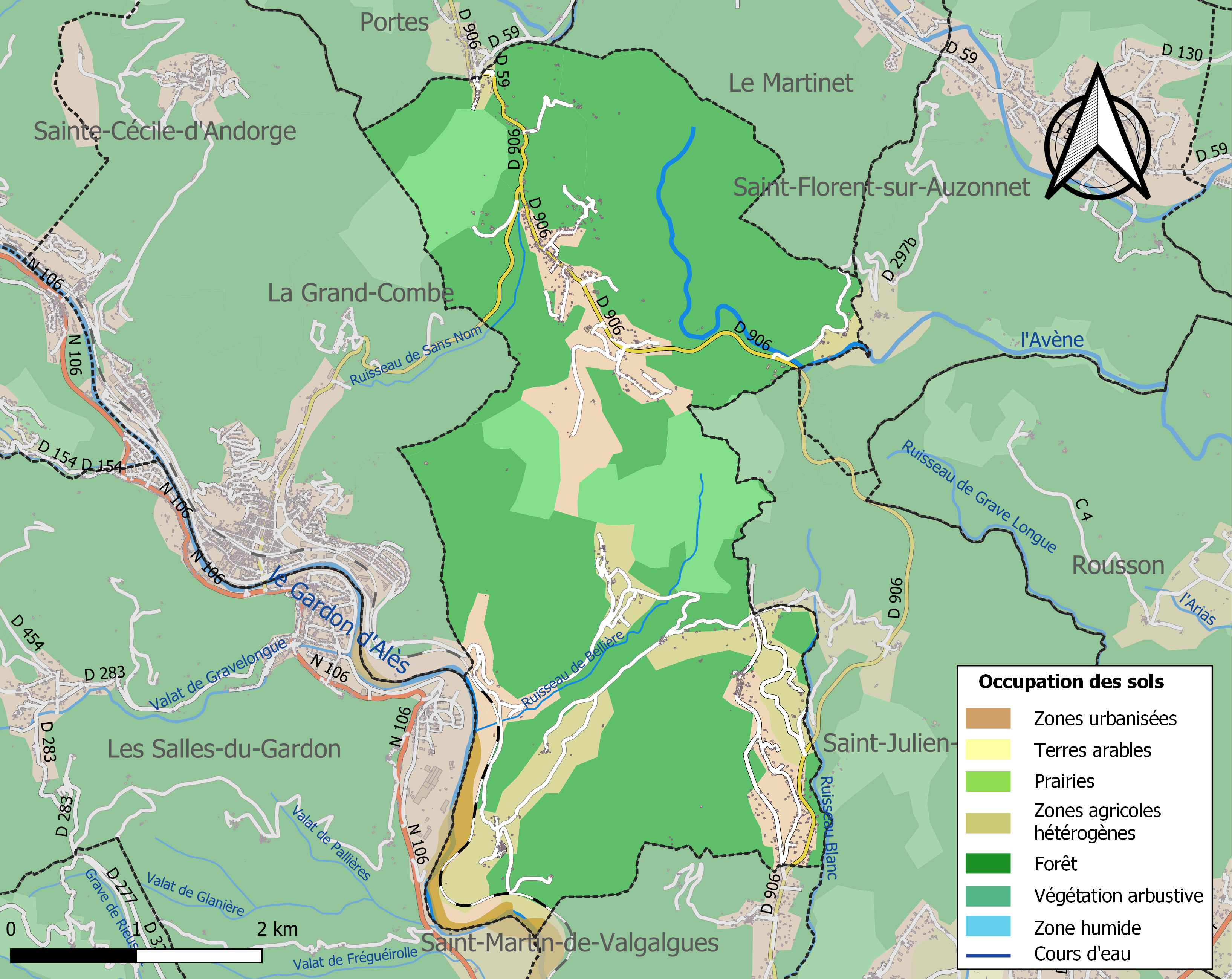
Carte des infrastructures et de l'occupation des sols de la commune en 2018 (CLC).

### Risques majeurs
Le territoire de la commune de Laval-Pradel est vulnérable à différents aléas naturels : météorologiques (tempête, orage, neige, grand froid, canicule ou sécheresse), inondations, feux de forêts, mouvements de terrains et séisme (sismicité faible). Il est également exposé à deux risques technologiques,  le transport de matières dangereuses et la rupture d'un barrage, et à un risque particulier : le risque de radon. Un site publié par le BRGM permet d'évaluer simplement et rapidement les risques d'un bien localisé soit par son adresse soit par le numéro de sa parcelle.

#### Risques naturels
Certaines parties du territoire communal sont susceptibles d’être affectées par le risque d’inondation par débordement de cours d'eau et par une crue torrentielle ou à montée rapide de cours d'eau, notamment le Gardon d'Alès  et l'Avène. La commune a été reconnue en état de catastrophe naturelle au titre des dommages causés par les inondations et coulées de boue survenues en 1982, 1987, 1995, 2002, 2008, 2014 et 2015,.

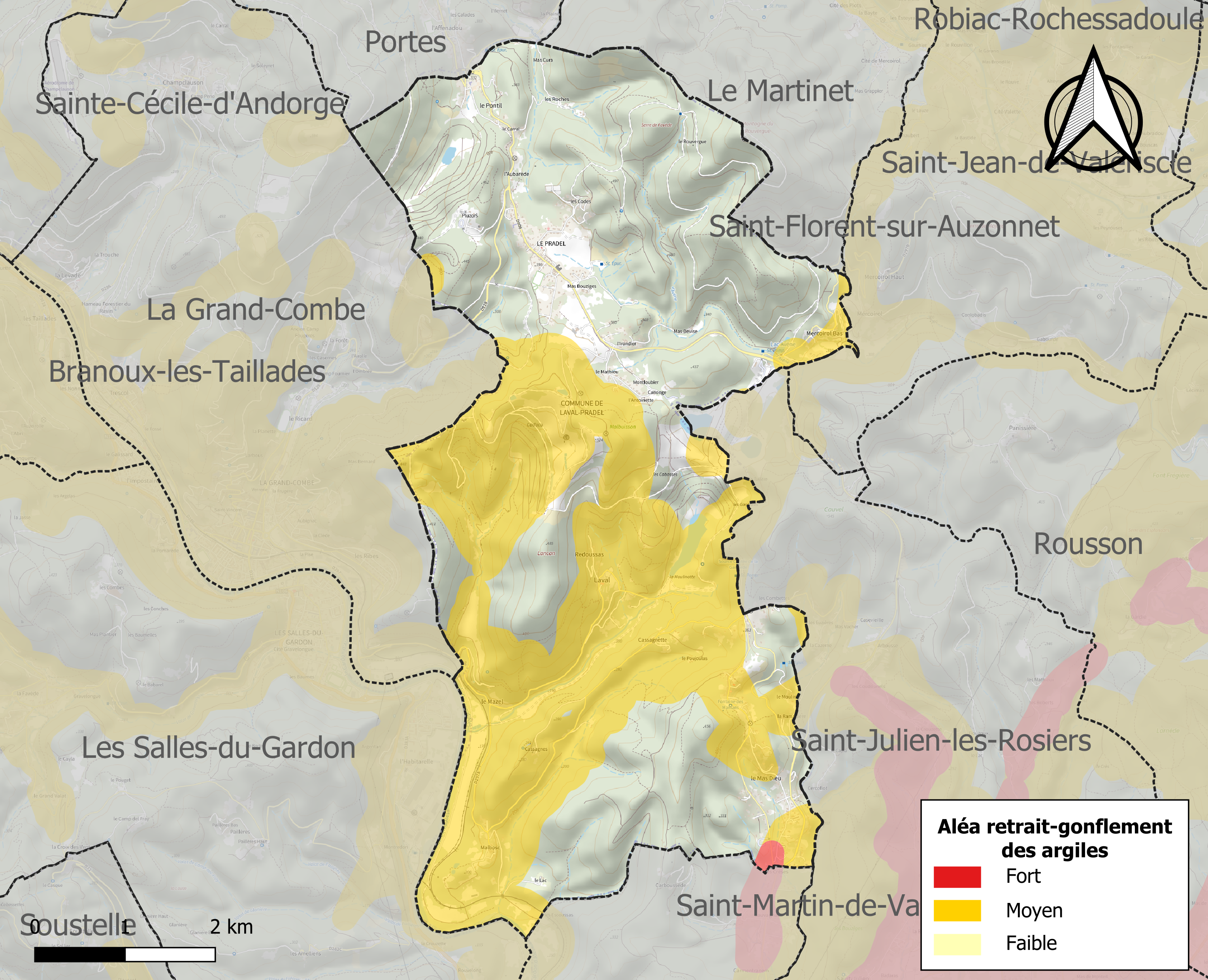
Carte des zones d'aléa retrait-gonflement des sols argileux de Laval-Pradel.

La commune est vulnérable au risque de mouvements de terrains constitué principalement du retrait-gonflement des sols argileux. Cet aléa est susceptible d'engendrer des dommages importants aux bâtiments en cas d’alternance de périodes de sécheresse et de pluie. 42,3 % de la superficie communale est en aléa moyen ou fort (67,5 % au niveau départemental et 48,5 % au niveau national). Sur les 517 bâtiments dénombrés sur la commune en 2019, 209 sont en aléa moyen ou fort, soit 40 %, à comparer aux 90 % au niveau départemental et 54 % au niveau national. Une cartographie de l'exposition du territoire national au retrait gonflement des sols argileux est disponible sur le site du BRGM,.
Par ailleurs, afin de mieux appréhender le risque d’affaissement de terrain, l'inventaire national des cavités souterraines permet de localiser celles situées sur la commune.

#### Risques technologiques
Le risque de transport de matières dangereuses sur la commune est lié à sa traversée par des infrastructures routières ou ferroviaires importantes ou la présence d'une canalisation de transport d'hydrocarbures. Un accident se produisant sur de telles infrastructures est en effet susceptible d’avoir des effets graves au bâti ou aux personnes jusqu’à 350 m, selon la nature du matériau transporté. Des dispositions d’urbanisme peuvent être préconisées en conséquence.
La commune est en outre située en aval du barrage de Sainte-Cécile-d'Andorge, un ouvrage de classe A doté d'un PPI. À ce titre elle est susceptible d’être touchée par l’onde de submersion consécutive à la rupture de cet ouvrage.

#### Risque particulier
Dans plusieurs parties du territoire national, le radon, accumulé dans certains logements ou autres locaux, peut constituer une source significative d’exposition de la population aux rayonnements ionisants. Certaines communes du département sont concernées par le risque radon à un niveau plus ou moins élevé. Selon la classification de 2018, la commune de Laval-Pradel est classée en zone 3, à savoir zone à potentiel radon significatif.

## Histoire
Laval constitue une étape de la Régordane.
- La région de Laval a été successivement occupée par les Phocéens, les Celtes, les Gaulois et les Romains. Regordane. L'histoire de la construction de notre Dame de Laval est assez curieuse : au XIIe siècle, des bénédictins de Villeneuve-les-Avignon voulurent construire une chapelle au lieu-dit du FESC près du Gardon. Lors du dépôt du matériel de construction, le lendemain matin, tout avait disparu : sans explication, le matériel se retrouva non loin de là, dans la montagne, sans que personne sache pourquoi. Les moines décidèrent de construire à l'endroit précis où le matériel avait été retrouvé, une église d'un style Roman, dédiée à la Vierge, d'où le nom de Notre Dame de Laval.
- Le miracle de Notre-Dame de Laval : En 1854, le choléra se faisant menaçant, dans les environs d'Alès, le curé de la ville décida de se rendre au pèlerinage à Notre-Dame de Laval le 5 octobre 1854. Plus de Modèle:Nombre10000 participèrent à ce cortège de 3 km de long. Ce qui sauva, selon la légende, la ville D'Alès.

Saint Andéol de Touillas et le château de Trouillas
- Au XVe siècle, les seigneurs de Saint Andéol de Trouillas étaient les Martinas. En 1513, c'était la famille Boni.(Le 9/02/1700, Jeanne Gabrielle de Bony vend le château à Antoine Deleuze), puis le 17/01/1782, il appartiendra au marquis de Castries.
- Le combat sanglant de Saint Andéol

Fort d'une autorisation royale incitant à la recherche de charbon, Pierre François Tubeuf obtient l'autorisation d'exploiter toutes les mines aux alentours d Alès : les nombreux petits exploitants sont alors obligés de céder leurs mines. Mais, sous l'impulsion de Castries, Tubeuf rencontrant une certaine résistance, un combat eut lieu : Jacques Delezon, de Cadacut, Antoine Favède et Jean Soustelle, le 21 mai 1784, s'opposèrent à Tubeuf, qui, aura, un œil crevé. Castries l'emporte sur Tubeuf qui, dans un arrêt du 29/12/1786, est dépossédé des mines de St Andéol de Trouillas au profit de Castries. Tubeuf abandonne les Cévennes et, en mai 1795, il est assassiné par des indiens en Amérique où il avait décidé de tenter sa chance.
Les Camisards

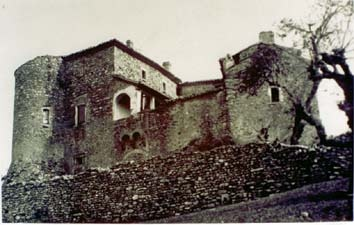
Le château de Trouillas, témoin de combat avec les troupes royales comme celui du 21 mai 1784.

- Joany le chef camisard : déguisé en soldat royal, Joany fit massacrer 7 personnes à Saint Andéol de Trouillas le 24 avril 1703. Au Pradel, il employa une ruse : vêtu en habits de soldats royaux, il pénètra dans le village avec 700 rebelles. Comme il était bien monté et coiffé d'une perruque, les habitants s'avancèrent sans méfiance, le prenant pour un soldat royal : Joany fit faire une décharge qui tua 20 personnes.

La catastrophe du Pontil au Puits du Castelnau
- La Mine faisait partie dès l'ensemble d'industrie extractive des Mines de la Grand Combe. Le premier puits (du Pontil 1) est creusé en 1866 mais les installations importantes sont mises en chantier à la fin du siècle, puits du Pontil 2 (18...88, 1890), ventilateur (1892, centrale thermoélectrique (1899), puits de Castelnau (équipé en 1907). Approfondissement et modernisation en 1937. Le 18 décembre 1958 : neuf mineurs décèdent, victimes d'un « coup de grisou ». 1963 : arrêt de l'exploitation, remblaiement et mise à la ferraille des chevalements.

## Héraldique
| Blason de Laval-Pradel | Blason  | D'azur à la fasce losangée d'argent et de sinople. |
| Blason de Laval-Pradel | Détails | Le statut officiel du blason reste à déterminer.   |

## Politique et administration
Le 2 février 1825, le roi Charles X signait l'ordonnance dans l'article 2 : « Les communes de Saint Andéol-de-Trouillas et du Mas-Dieu et la partie de Laval sont réunis, ayant Laval pour chef-lieu. » La commune a gardé le nom de « Laval » jusqu'au XXe siècle.
C'est par un décret du 11 août 1937 qu'elle est devenue Laval-Pradel.

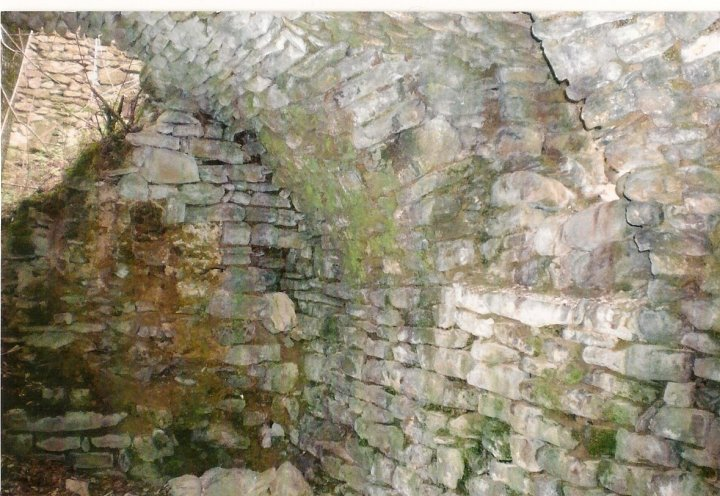
Les vestiges de Trouillas, ses caves de nos jours, intactes.

| Période                                  | Période  | Identité       | Étiquette  | Qualité  |
| ---------------------------------------- | -------- | -------------- | ---------- | -------- |
| 1921                                     | 1936     | Henri Larguier | PS         |          |
| 1936                                     | 1940     | Odilon Paradis | PCF        |          |
| 1946                                     | 1970     | Henri Larguier | PS         |          |
| mars 1970                                | 2002     | Jean Stec      | PS puis SE |          |
| mars 2002                                | 2008     | Charles Fages  | SE         |          |
| mars 2008                                | 2014     | Yves Baldit    | PCF        |          |
| mars 2014                                | En cours | Joseph Barba   | PCF        | Retraité |
| Les données manquantes sont à compléter. |          |                |            |          |

## Démographie

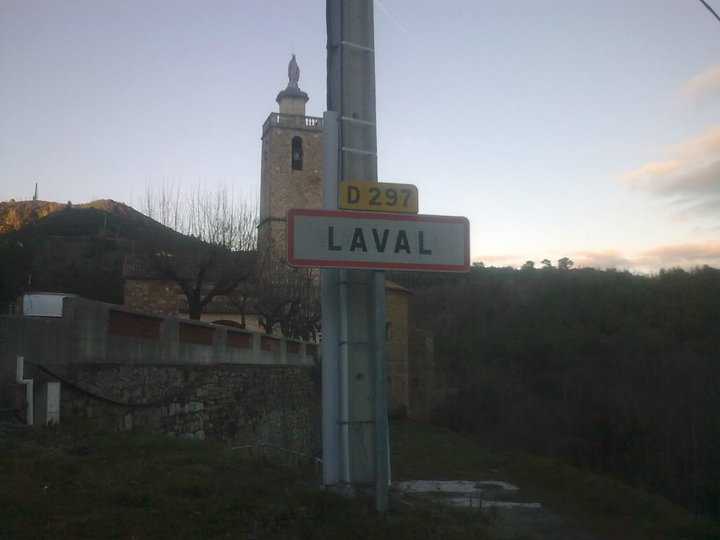
Entrée du village de Laval.

L'évolution du nombre d'habitants est connue à travers les recensements de la population effectués dans la commune depuis 1793. Pour les communes de moins de 10 000 habitants, une enquête de recensement portant sur toute la population est réalisée tous les cinq ans, les populations de référence des années intermédiaires étant quant à elles estimées par interpolation ou extrapolation. Pour la commune, le premier recensement exhaustif entrant dans le cadre du nouveau dispositif a été réalisé en 2004.

En 2022, la commune comptait 1 088 habitants, en évolution de −7,4 % par rapport à 2016 (Gard : +2,97 %, France hors Mayotte : +2,11 %).
| 1793  | 1800  | 1806  | 1821  | 1831 | 1836  | 1841  | 1846  | 1851  |
| ----- | ----- | ----- | ----- | ---- | ----- | ----- | ----- | ----- |
| 1 325 | 1 140 | 1 227 | 1 193 | 948  | 1 088 | 1 371 | 1 237 | 1 232 |

| 1856  | 1861  | 1866  | 1872  | 1876  | 1881  | 1886  | 1891  | 1896  |
| ----- | ----- | ----- | ----- | ----- | ----- | ----- | ----- | ----- |
| 1 236 | 1 312 | 1 385 | 1 422 | 1 474 | 1 578 | 1 598 | 1 606 | 1 756 |

| 1901  | 1906  | 1911  | 1921  | 1926  | 1931  | 1936  | 1946  | 1954  |
| ----- | ----- | ----- | ----- | ----- | ----- | ----- | ----- | ----- |
| 1 736 | 1 739 | 1 681 | 1 660 | 1 936 | 1 932 | 1 934 | 1 886 | 2 220 |

| 1962  | 1968  | 1975  | 1982  | 1990  | 1999  | 2004  | 2006  | 2009  |
| ----- | ----- | ----- | ----- | ----- | ----- | ----- | ----- | ----- |
| 2 109 | 1 743 | 1 218 | 1 166 | 1 026 | 1 033 | 1 067 | 1 077 | 1 174 |

| 2014  | 2019  | 2022  | - | - | - | - | - | - |
| ----- | ----- | ----- | - | - | - | - | - | - |
| 1 169 | 1 133 | 1 088 | - | - | - | - | - | - |

## Économie

### Revenus
En 2018  (données Insee publiées en septembre 2021), la commune compte 505 ménages fiscaux, regroupant 1 097 personnes. La médiane du revenu disponible par unité de consommation est de 19 800 € (20 020 € dans le département).

### Emploi
|                | 2008   | 2013 | 2018   |
| -------------- | ------ | ---- | ------ |
| Commune        | 9,9 %  | 11 % | 10,1 % |
| Département    | 10,6 % | 12 % | 12 %   |
| France entière | 8,3 %  | 10 % | 10 %   |

En 2018, la population âgée de 15 à 64 ans s'élève à 729 personnes, parmi lesquelles on compte 72,4 % d'actifs (62,2 % ayant un emploi et 10,1 % de chômeurs) et 27,6 % d'inactifs,. Depuis 2008, le taux de chômage communal (au sens du recensement) des 15-64 ans est inférieur à celui du département, mais supérieur à celui de la France.
La commune fait partie de la couronne de l'aire d'attraction d'Alès, du fait qu'au moins 15 % des actifs travaillent dans le pôle,. Elle compte 140 emplois en 2018, contre 158 en 2013 et 136 en 2008. Le nombre d'actifs ayant un emploi résidant dans la commune est de 457, soit un indicateur de concentration d'emploi de 30,6 % et un taux d'activité parmi les 15 ans ou plus de 54,6 %.
Sur ces 457 actifs de 15 ans ou plus ayant un emploi, 83 travaillent dans la commune, soit 18 % des habitants. Pour se rendre au travail, 96 % des habitants utilisent un véhicule personnel ou de fonction à quatre roues, 0,7 % les transports en commun, 1,1 % s'y rendent en deux-roues, à vélo ou à pied et 2,2 % n'ont pas besoin de transport (travail au domicile).

### Activités hors agriculture

#### Secteurs d'activités
60 établissements sont implantés  à Laval-Pradel au 31 décembre 2019. Le tableau ci-dessous en détaille le nombre par secteur d'activité et compare les ratios avec ceux du département,.
| Secteur d'activité                                                                                        | Commune | Commune | Département |
| Secteur d'activité                                                                                        | Nombre  | %       | %           |
| --- | ------- | ------- | ----------- |
| Ensemble                                                                                                  | 60      |         |             |
| Industrie manufacturière, industries extractives et autres                                                | 9       | 15 %    | (7,9 %)     |
| Construction                                                                                              | 17      | 28,3 %  | (15,5 %)    |
| Commerce de gros et de détail, transports, hébergement et restauration                                    | 12      | 20 %    | (30 %)      |
| Information et communication                                                                              | 1       | 1,7 %   | (2,2 %)     |
| Activités immobilières                                                                                    | 1       | 1,7 %   | (4,1 %)     |
| Activités spécialisées, scientifiques et techniques et activités de services administratifs et de soutien | 7       | 11,7 %  | (14,9 %)    |
| Administration publique, enseignement, santé humaine et action sociale                                    | 3       | 5 %     | (13,5 %)    |
| Autres activités de services                                                                              | 10      | 16,7 %  | (8,8 %)     |

Le secteur de la construction est prépondérant sur la commune puisqu'il représente 28,3 % du nombre total d'établissements de la commune (17 sur les 60 entreprises implantées  à Laval-Pradel), contre 15,5 % au niveau départemental.

#### Entreprises et commerces
L'entreprise ayant son siège social sur le territoire communal qui génère le plus de chiffre d'affaires en 2020 est : 
- Etablissements Jouvert, construction de routes et autoroutes (8 672 k€)

La commune de Laval-Pradel a longtemps vécu grâce à l'exploitation du charbon. De nos jours, cette commune est de nouveau en expansion démographique. L'école maternelle fait partie du regroupement pédagogique intercommunal (RPI), entre les communes de Laval-Pradel et de Portes
La commune dispose de nombreux commerces (boulangeries, restaurants, cafés, épiceries, artisans, chambres d'hôtes, gîtes, etc.).
En gestation :
- projet Mercoirol, base de loisirs (pêche, camping, jeux nautique...) ;
- projet humphry davy sur la zone du fesc : éco-entreprises filières bois.

### Agriculture
|               | 1988 | 2000 | 2010 | 2020 |
| ------------- | ---- | ---- | ---- | ---- |
| Exploitations | 6    | 7    | 4    | 3    |
| SAU (ha)      | 64   | 63   | 208  | 32   |

La commune est dans les Cévennes, une petite région agricole occupant l'ouest du département du Gard. En 2020, l'orientation technico-économique de l'agriculture  sur la commune est l'élevage de bovins, pour la viande. Trois exploitations agricoles ayant leur siège dans la commune sont dénombrées lors du recensement agricole de 2020 (six en 1988). La superficie agricole utilisée est de 32 ha,,.

## Culture locale et patrimoine

### Lieux et monuments
La commune est très forestière et s'étend sur de nombreuses collines et vallons. D'innombrables routes et chemins forestiers quadrillent la commune offrant des dizaines de kilomètres de promenades à pied, à VTT ou de sentiers de chasse. Sur ces chemins, on trouvera çà et là des mas abandonnés ou réhabilités récemment. Ces mas ont pendant la Seconde Guerre mondiale abrité de nombreux résistants et maquisards, alimentés par les gens des villages et des hameaux. On retrouve sur cette commune et notamment au Mas-Dieu les traces très visibles d'une agriculture en terrasses (dites faïsses) qui témoigne que ces collines, malgré leur apparence sauvage, ont été sculptées par l'homme depuis des siècles.

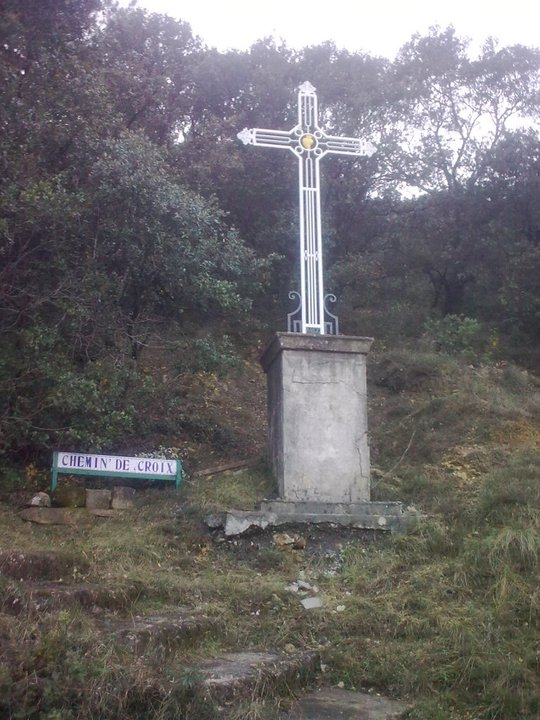
Chemin de Croix à Laval.

Le Pradel : L'église du Pradel se trouve face à une immense prairie disposant d'un espace de détente et de promenade. Le village a son stade de foot (récemment rénové) avec son court de tennis. Sur la place du village il y a la "Place du Jeu de Paume", une bibliothèque communautaire (Joachim-Durand). Le village dispose d'un école élémentaire et maternelle.

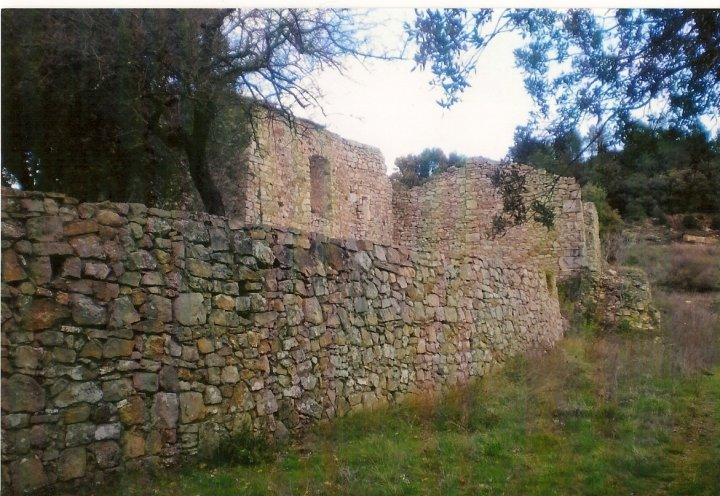
Arrière de la chapelle Saint-Andéol avec son cimetière.

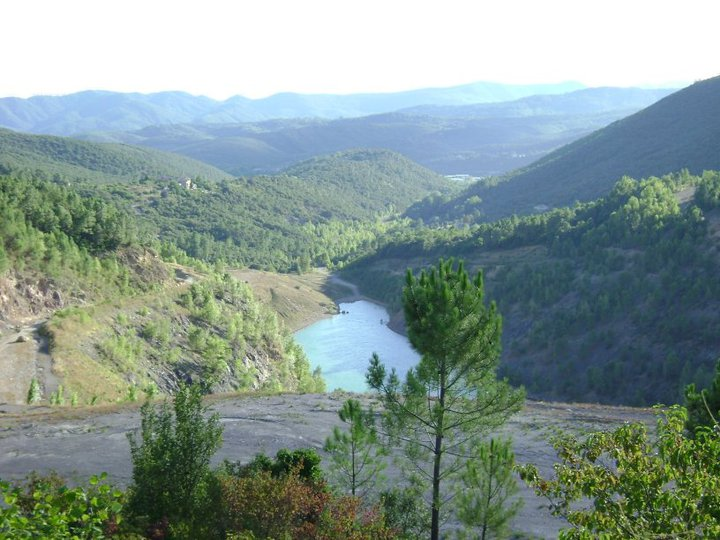
Vue sur le lac de Laval.

Saint Andéol : le berceau de la commune de Laval-Pradel.
- Trouillas : Le château de Trouillas.
- Village de Laval : avec son « chemin de croix » dans la garrigue.
- L'ancienne départementale entre le Mas-Dieu et le Pradel dominant la vallée de Laval et Bélière qui offre une magnifique promenade.
- Le Mas dieu.
- Village du Pontil.
- Lacs de Mercoirol : lacs vallée Bélière à Laval et l'Antoinette.
- Forêt domaniale du Rouvergue.
- À noter : la Régordane (tronçon cévenol de la route qui reliait l’Île-de-France au Bas-Languedoc) traverse cette commune.

### Monuments
- Le château du Pradel : après la Révolution, le château et ses dépendances appartiennent à divers négociants des environs et par actes du 19 février 1914 et du 12 mai 1918, il est vendu à la Compagnie des mines de la Grand-Combe. En 1990, la commune de Laval-Pradel le rachète aux Charbonnages de France. Le corps du bâtiment est partagé en appartements d'habitation. L'aile droite rénovée s'est transformée en salle polyvalente utilisée pour les fêtes et les animations culturelles de la commune.
- Monuments aux morts au Pradel.
- Tour et vue panoramique du Rouvergue (695 mètres).L'église du Mas-Dieu.

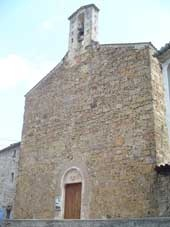
L'église du Mas-Dieu.

- La chapelle Saint-Andéol avec son cimetière : du XIVe siècle, la chapelle et son cimetière à l'abandon.
- Le château de Trouillas, et ses caves intactes.Église du Pradel.
- Église Saint-Joseph du Pradel.

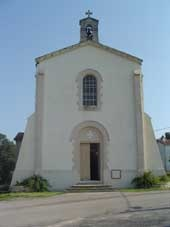
Église du Pradel.

- Église Saint-Pierre du Mas-Dieu. La fontaine des mamans.
- Église sanctuaire Notre-Dame de Laval.
- Stèle Hommage à la catastrophe du Pontil.
- Proche du Château de Portes.

## Tourisme
- Nombreux gîtes avec chambres d'hôtes.
- Le projet touristique « village cévenol » probablement aux oubliettes en laissant place aux sport mécaniques[31]

Le projet « village cévenol était un projet autour d'une base de loisirs autour des « 3 lacs » de Mercoirol-Laval piloté par la Ville D'Alès.
En ce début de mai 2011, les prémices de futurs travaux avaient pourtant lieu : création d'un parking au magnifique lac de Laval avec la création d'un chemin de promenade longeant la rive gauche.
Lors du lancement de la campagne « ALES avec un A comme Audauce » le 24 novembre 2011, ce projet de base de loisirs était présenté comme « l'un des grands projets de la ville d ALES ».
La présentation du projet évoquait "la réhabilitation d’un ancien site des houillères de 250 hectares, riche de 3 lacs naturels de qualité exceptionnelle avec l'aménagement d’une base de loisirs nautiques comprenant un hébergement de qualité respectueux des Cévennes.
Ce projet changerait donc pour un projet dédié aux sports mécaniques (quad, cross, jet-ski, spécial enduro): projet bien loin de ce qui était prévu notamment dans le respect de l'environnement.
L'acquisition des terrains par la ville d'Alès est terminée.
Découverte majeure d'un gisement à tronc de fossiles Stéphanie recensé par l'inventaire patrimonial régional du Languedoc-Roussillon qui note son "grand intérêt historique et patrimonial".

### Personnalités liées à la commune
- Joachim Durand (1903-1993), commandeur de l'ordre de la Légion d'honneur, commandeur de l'ordre national du Mérite, commandeur de l'ordre des Arts et des Lettres, directeur honoraire de l'Administration centrale du ministère des Forces armées, membre de l'Académie de Nîmes en 1968, Il a publié une quinzaine d'ouvrages. En hommage, La bibliothèque du Pradel[34] porte son nom.
- Jean-Pierre Chabrol : écrivain français, né en 1925 à Chamborigaud dans le Gard, est mort en 2001.
- Antoine Deparcieux (1703-1768), mathématicien, né le 28 octobre 1703, au Clotet-de-Cessous, à quatre kilomètres de Portes. Le hameau de Cessous dépend présentement de la Commune de Portes.
- Pierre Zapata, footballeur, y est né en 1931.

## Divers
Deux écoles (élémentaire et maternelle) accueillent les enfants. Un ramassage scolaire et une cantine sont à leur disposition. Une bibliothèque intercommunale, des clubs sportifs, un club de troisième âge dynamisent la vie quotidienne. Des projets tournés vers le tourisme vert abandonné (projet autour des lacs de Laval et de l'Antoinette, projet d'une base de loisir « mercoirol » sur 250 hectares, prévoyant hébergement et diverses activités ludiques autour de l'eau laissant place à des pistes de sports mécaniques.
La minéralogie de la commune est très riche, notamment du côté de Laval.
Laval et son cimetière ont servi de lieu de tournage du film Suzanne de Katell Quillévéré.